# Zdzisław Błażejczyk
Zdzisław Błażejczyk (ur. 3 marca 1942, zm. 12 grudnia 2006) – polski artysta fotograf uhonorowany tytułem Artiste FIAP (AFIAP). Członek rzeczywisty Związku Polskich Artystów Fotografików. Prezes Zarządu Okręgu Gdańskiego ZPAF. Członek rzeczywisty Gdańskiego Towarzystwa Fotograficznego.

## Życiorys
Zdzisław Błażejczyk związany z gdańskim środowiskiem fotograficznym – mieszkał, pracował, tworzył w Gdańsku. Miejsce szczególne w jego twórczości zajmowała fotografia aktu, fotografia architektury, fotografia krajobrazowa, fotografia kreacyjna, fotografia podróżnicza, fotografia portretowa. Był uczestnikiem wielu wystaw fotograficznych w Polsce i na świecie. Jego zdjęcia otrzymały akceptacje w ponad 300 wystawach zbiorowych, pokonkursowych (m.in. w Międzynarodowych Salonach Fotograficznych, objętych patronatem FIAP) – wielokrotnie doceniane medalami, nagrodami, wyróżnieniami, dyplomami, listami gratulacyjnymi.
W 1996 roku został przyjęty w poczet członków rzeczywistych Związku Polskich Artystów Fotografików, w którym przez kilka kadencji pełnił funkcję prezesa Zarządu Okręgu Gdańskiego ZPAF. Uczestniczył w pracach Gdańskiego Towarzystwa Fotograficznego, uczestniczył w pracach jury wielu konkursów fotograficznych. Pokłosiem udziału w Międzynarodowych Salonach Fotograficznych (pod patronatem FIAP) było przyznanie Zdzisławowi Błażejczykowi tytułu honorowego Artiste FIAP (AFIAP), nadanego przez Międzynarodową Federację Sztuki Fotograficznej FIAP, z siedzibą w Luksemburgu.
Zdzisław Błażejczyk zmarł tragicznie 12 grudnia 2006 roku, potrącony przez samochód na przejściu dla pieszych – pochowany 20 grudnia, spoczywa na Cmentarzu Komunalnym w Sopocie.